# Doorzonwoning

Plattegrond doorzonwoning.
1=entree 2=meterkast 3=trap naar verdieping 4=kast onder trap 5=toilet 6=keuken 7=woonkamer

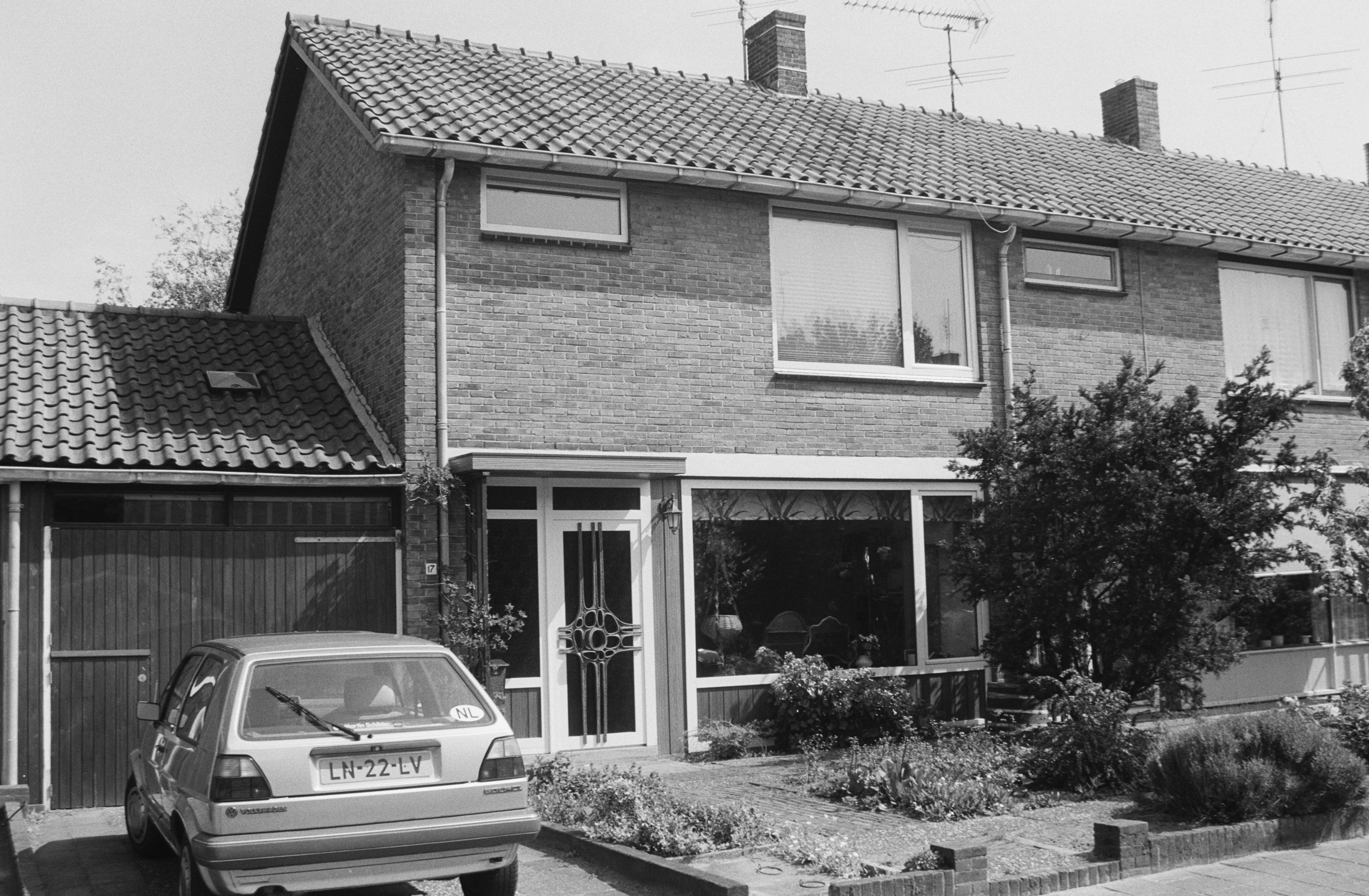
Een traditionele doorzonwoning in Alkmaar (1987)

Een doorzonwoning is de aanduiding voor een type woning dat veel gebouwd werd in Nederland in de twintigste eeuw. De naam is afgeleid van het feit dat de woonkamer over de gehele diepte van het huis doorloopt. De woonkamer heeft dan ook aan twee kanten ramen, zodat de zon door de hele kamer kan schijnen. 
Naast de woonkamer ligt over het algemeen een halletje met een trap naar de verdieping achter de voordeur, een gang met toegang tot het toilet, en een gesloten keuken. Op de eerste verdieping van de woning bevindt zich een aantal slaapkamers en meestal een douche.
Het woningtype is zo algemeen in Nederland, dat er zelfs het gemiddelde gezin mee wordt aangeduid. De doorsnee familie wordt omgezet in De familie Doorzon, een Nederlands stripverhaal.
De breedte van doorzonwoningen is doorgaans 6 tot 6,5 meter, terwijl de diepte langzaam groeide van zo'n 7 meter rond 1910 tot zo'n 9 meter in de jaren 70. De woonkamer groeide hiermee navenant mee. Na de jaren 70 verminderde het aandeel doorzonwoningen vanwege de opkomst van breedplaatvloeren, waardoor woningen smaller maar dieper werden. De keuken kan niet meer naast de woonkamer gesitueerd worden, maar werd dan bijvoorbeeld naar de voorgevel verplaatst.

## Geschiedenis

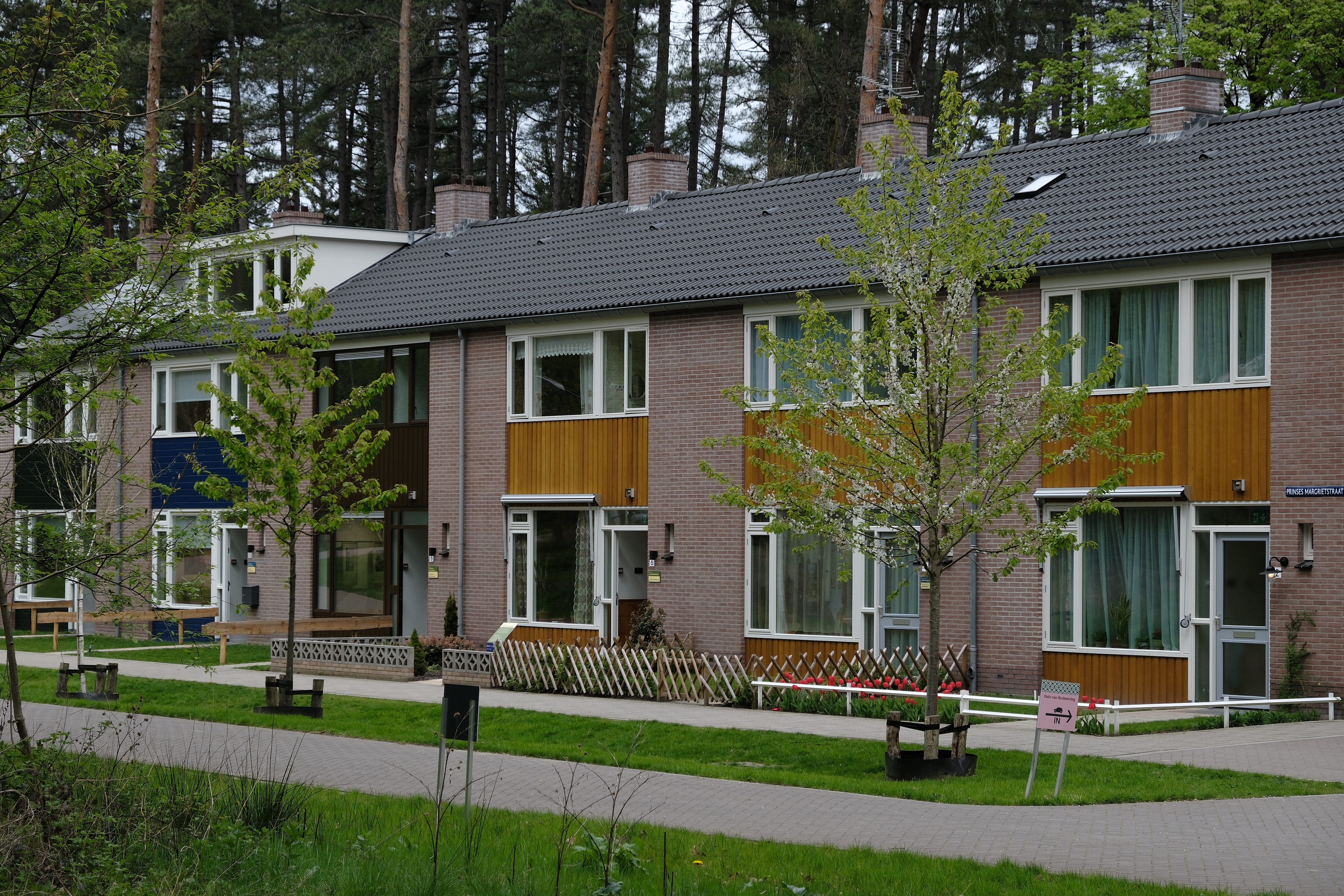
Doorzonwoningen Nederlands Openluchtmuseum

Na de tweede wereldoorlog was er een gigantische woningnood. De doorzonwoning was een van de eerste type wederopbouwwoningen die gebouwd werden. 
Begin 1956 werd als proef een eerste dubbele doorzonwoning of PéGé-woning door en naast het Wijchense bouwbedrijf Guelen gebouwd. De woningen werden PéGé-woningen genoemd, naar Piet Guelen, de vader van de vijf broers die de zaak leidden. Het bouwbedrijf dat ontstaan was uit de timmerfabriek van de vader, had een versnelde manier van bouwen ontwikkeld. De woning werd opgebouwd uit losse elementen, tegenwoordig Prefab genoemd, die in de fabriek Guelen werden gemaakt. De dubbele doorzonwoning werd in elf dagen opgebouwd. Het ministerie voor Volkshuisvesting was onder de indruk van deze snelle woningbouw en verleende het bedrijf een vergunning om de woningen overal in Nederland te bouwen. In 1960 werd de duizendste woning gebouwd, in 1972 de tienduizendste. Er zijn ruim veertienduizend PéGé-woningen gebouwd, vooral in Gelderland, Noord-Brabant en Limburg maar ook op Texel en in Duitsland. Een groot aantal staan in plaatsen als Wijchen, Beuningen, Heumen en Ulft. 
In de jaren zeventig was de ergste woningnood voorbij en nam de vraag naar goedkope systeemwoningen af. In 1982 ging het bedrijf failliet, het kon de overschakeling naar de bouw van meer individuele huizen niet op tijd maken. 
De belangstelling voor naoorlogs erfgoed neemt de laatste jaren toe. In 2015 werd een rij PéGé-woningen in Wijchen zelf al een gemeentelijk monument. In 2023 werd een rij van zes van deze doorzonwoningen in het Nederlands Openluchtmuseum in Arnhem gebouwd. Er werd gekozen voor nieuwbouw daar overplaatsing van bestaande doorzonwoningen te kostbaar zou zijn. Voor de bouw is gebruik gemaakt van het bestek en de bouwtekeningen van de zogenaamde PéGé-woningen uit 1971 uit de straat Homberg in Wijchen. De woningen worden aangepast naar het verwachte gebruik zoals een woning die herkenbaar zal zijn voor ouderen met dementie, een educatieve functie en facilitaire voorzieningen. Verwacht wordt dat de officiële opening zal zijn in april 2024.